# Arrest Pokon/Substral
Pokon/Substral (HR 29 maart 1985, ECLI:NL:HR:1985:AG4985) is de roepnaam van een op 29 maart 1985 gewezen arrest van de Nederlandse Hoge Raad inzake de toelaatbaarheid in Nederland van het maken van vergelijkende reclame.

## Feiten en procesverloop
De feiten die aanleiding gaven tot het arrest waren als volgt. Bendien BV en Verwet BV zijn actief op de Nederlandse markt voor vloeibare plantenvoeding, en brengen dit product in de handel in flessen van 500 ml. Samen met een derde vennootschap bestrijken zij ongeveer 95% van de relevante markt. Een fles van Bendien kost ƒ 4,95, terwijl een fles van Verwet ƒ 5,25 kost. In 1983 begint Verwet een reclamecampagne voor haar plantenvoeding, die zij verhandelt onder het merk Substral. Onderdeel van deze campagne is de uitzending van een reclamespot bij de Ster, waarvan de gesproken tekst luidt: "De door fabrikanten voorgeschreven hoeveelheden plantenvoeding voor volwassen planten werden vergeleken. En wat blijkt? Voor een liter water heb je veel minder Substral nodig. Daarom is Substral voordeliger dan u denkt. Substral: je hebt minder nodig, gaat dus langer mee." In het kader van dezelfde campagne heeft Verwet op de verpakking van haar plantenvoeding de volgende tekst vermeld: "U heeft er veel minder van nodig, daarom gaat een fles Substral langer mee. Dus Substral is voordeliger dan u denkt."
Bendien is van mening dat het publiek het door Verwet niet bij naam genoemde concurrerende product gezien haar grote marktaandeel makkelijk zou kunnen aanzien voor het door Bendien verhandelde Pokon, en spant een kort geding aan tegen Verwet, omdat ten onrechte de indruk zou worden gewekt dat Substral een hogere concentratie voedingsstoffen bevat. De president van de rechtbank acht de mededelingen door Verwet inderdaad onrechtmatig.
Het vonnis van de kortgedingrechter wordt in hoger beroep door het gerechtshof vernietigd. Het hof onderscheidt voor de beoordeling van de zaak twee vragen. Allereerst gaat het na of de reclameuitingen van Verwet onjuist, althans misleidend of verwarrend zijn jegens de consument. Vervolgens vraagt het hof zich af of die uitingen een afbrekend karakter ten aanzien van Bendien en haar product Pokon dragen. Het stelt in antwoord op die vragen vast dat de tijdens de uitzendingen van de Ster-reclamespot getoonde merkloze fles een andere vorm en kleur had dan de fles waarin Pokon wordt verhandeld, dat de getoonde schenkdop, waaruit het concurrerende product werd gegoten, een andere vorm, kleur en inhoud had dan de schenkdop van Pokon, dat het concurrerende product kleurloos was, terwijl Pokon lichtgroen is, en Bendien en haar product tijdens de hele reclamespot niet ter sprake komen. Op grond hiervan oordeelt het hof dat "voorshands niet voldoende aannemelijk voorkomt dat de televisiekijkers het kleurloze produkt met daarover een zwart kruis voor Pokon zullen houden, zodat niet gezegd kan worden dat Verwet (...) zich in afbrekende zin over Bendien en Pokon heeft uitgelaten".
Hiertegen stelt Bendien beroep in cassatie in bij de Hoge Raad.

## Beoordeling door de Hoge Raad
In cassatie stelt de Hoge Raad het volgende voorop:

Bij de beoordeling van in de concurrentiestrijd gedane mededelingen als de onderhavige behoort (...) in de eerste plaats te worden onderzocht of die mededelingen (mede) betrekking hebben op een bepaalde mededinger of diens produkt, dan wel (enkel) op het eigen produkt. Dient deze vraag in eerstgemelde zin te worden beantwoord, dan zijn toch andere en strengere normen van toepassing, dan wanneer het antwoord in laatstgemelde zin luidt.
— rechtsoverweging 3.2 van het arrest van de Hoge Raad

De Hoge Raad vervolgt met de behandeling van de door Bendien aangevoerde stelling dat het oordeel van het hof, dat niet aannemelijk is geworden dat televisiekijkers het in de reclamespot getoonde kleurloze product voor Pokon zullen houden en Verwet zich dus niet in afbrekende zin over Bendien en Pokon heeft uitgelaten, blijk geeft van een onjuiste rechtsopvatting. Volgens Bendien is "te dezen niet zonder meer beslissend (...) of de televisiekijkers — het publiek tot hetwelk de reclameboodschap zich richtte — het in de reclamespot naast Substral getoonde en met Substral vergeleken merkloze product 'voor Pokon zullen houden'".
Naar het oordeel van de Hoge Raad slaagt dit cassatiemiddel:

Voor het beantwoorden van deze vraag (of de mededelingen mede betrekking hebben op het product van een bepaalde concurrent en dus getoetst moeten worden aan de normen voor vergelijkende reclame, red.) is niet beslissend of het publiek, dat van die mededelingen kennis neemt, het 'anonieme' produkt voor dat van die concurrent zal houden, maar — naar uit de strekking van evenbedoelde normen moet worden afgeleid — of dat publiek, althans een niet te verwaarlozen gedeelte daarvan, in verband met de bijzonderheden van het geval, de reclameboodschap, voor zover zij betrekking heeft op het 'anonieme' produkt, zal betrekken op het produkt van de concurrent. Of het publiek dat zal doen, hangt niet enkel en zelfs niet in de eerste plaats af van de mate van gelijkenis tussen het 'anonieme' produkt en dat van de concurrent, maar vooral van de verdere omstandigheden van het geval, zoals: dat op de desbetreffende markt slechts een gering aantal ondernemers een belangrijke plaats inneemt, waaronder de betrokken concurrent, of dat diens produkt bij het publiek zeer bekend is, hoedanige bekendheid kan voortvloeien uit een groot marktaandeel, maar ook uit langdurig en intensief merkgebruik of omvangrijke reclame.
— rechtsoverweging 3.3 van het arrest van de Hoge Raad

De Hoge Raad vernietigt het arrest van het Hof.

## Relevantie
Uit het arrest Pokon/Substral volgt dat de Hoge Raad vergelijkende reclame in beginsel toelaatbaar achtte. Van belang is verder dat de Hoge Raad opmerkt dat bij de beoordeling of mededelingen over de producten van de concurrent onrechtmatig zijn andere en strengere normen gehanteerd moeten worden, dan wanneer de mededelingen betrekking hebben op het eigen product. In Pokon/Substral biedt de Hoge Raad handvatten voor de beoordeling van de vraag of een mededeling ziet op concurrerende producten, of (slechts) op het eigen product.
Sinds 1997 geldt in de Europese Unie de Europese richtlijn 97/55/EG inzake vergelijkende reclame, op basis waarvan het Hof van Justitie aanneemt dat het maken van vergelijkende reclame in vergaande mate is toegestaan.